# Samsung S5600v
Samsung S5600v (còn gọi là Samsung Blade) được công bố vào tháng 6 năm 2009 và bán ra vào tháng 9 năm 2009 là một phần trong mảng điện thoại cảm ứng phát hành bởi Samsung. Điện thoại là bản nâng cấp của Samsung S5600.